# LSV Parow
LSV Parow (celým názvem: Luftwaffen-Sportverein Parow) byl německý vojenský fotbalový klub, který sídlil v pomořanské obci Kramerhof. Založen byl v roce 1936, zanikl v roce 1944. Klub patřil pod letecké jednotky Luftwaffe. Klubové barvy byly modrá a bílá.
Své domácí zápasy odehrával na Fliegerhorstsportplatz Parow.

## Historické názvy
Zdroj: 
- 1936 – LSV Parow (Luftwaffen-Sportverein Parow)
- 1944 – zánik

## Umístění v jednotlivých sezonách
Stručný přehled
Zdroj: 
- 1941–1944: Gauliga Pommern West

Jednotlivé ročníky
Zdroj: 
Legenda: Z - zápasy, V - výhry, R - remízy, P - porážky, VG - vstřelené góly, OG - obdržené góly, +/- - rozdíl skóre, B - body, červené podbarvení - sestup, zelené podbarvení - postup, fialové podbarvení - reorganizace, změna skupiny či soutěže
| Velkoněmecká říše (1941 – 1944) |                      |        |    |   |   |   |    |    |     |    |        |
| Sezóny                          | Liga                 | Úroveň | Z  | V | R | P | VG | OG | +/- | B  | Pozice |
| 1941/42                         | Gauliga Pommern West | 1      | 9  | 5 | 0 | 4 | 36 | 27 | +9  | 10 | 3.     |
| 1942/43                         | Gauliga Pommern West | 1      | 10 | 3 | 0 | 7 | 13 | 32 | -19 | 6  | 5.     |
| 1943/44                         | Gauliga Pommern West | 1      | 10 | 3 | 0 | 7 | 14 | 28 | -14 | 6  | 4.     |